# Малък голям живот
„Малък голям живот“ (на английски: Downsizing) е американска научнофантастична комедийна драма от 2017 г. на режисьора Александър Пейн с участието на Мат Деймън, Кристоф Валц, Хон Чау и Кристен Уиг. В него се разказва за съпруг и съпруга, които решават да се подложат на процедура, с която да се смалят и да започнат нов живот в експериментална общност. Жената обаче решава да се откаже в последния момент, а мъжът преосмисля живота си, след като се сприятелява с разорена активистка.